# 帕特森管道 (加利福尼亞州)
帕特森管道（英語：Patterson Tract）是位於美國加利福尼亞州圖萊里縣的一個人口普查指定地區。

## 地理
帕特森管道的座標為36°22′46″N 119°17′44″W / 36.37944°N 119.29556°W，而該地最高點為海拔高度100米（即328英尺）。

## 人口
根據2010年美國人口普查的數據，帕特森管道的面積為3.746平方千米，當中陸地面積為3.746平方千米，而水域面積為0.000平方千米。當地共有人口1752人，而人口密度為每平方千米467人。